# Les Cartooneurs associés
Les Cartooneurs Associés est une société de production française fondée en 1982 par Denis Olivieri.

## Les productions et coproductions

### Séries d'animation
- 1989 : Bouli
- 1993 : Baby Folies
- 1995 : Les Multoches
- 1996 : Léo et Popi
- 1999 : Les Mille et Une Prouesses de Pépin Troispommes
- 2001 : Momie au pair
- 2001 : Jack Palmer
- 2003 : Martin Matin
- 2006 : Shaolin Wuzang